# Al-Adiyat
Al-Adiyat  (arabe : سُرَةُ ٱلْعَادِيَاتِ, français : Les Coursiers) est le nom traditionnellement donné à la 100e sourate du Coran, le livre sacré de l'islam. Elle comporte 11 versets. Rédigée en arabe comme l'ensemble de l'œuvre religieuse, elle fut proclamée, selon la tradition musulmane, durant la période mecquoise.

## Origine du nom
Bien que le titre ne fasse pas directement partie du texte coranique, la tradition musulmane a donné comme nom à cette sourate Les Coursiers, en référence au contenu du premier verset : « 1. Par les coursiers haletants ».

## Historique
Il n'existe à ce jour pas de sources ou documents historiques permettant de s'assurer de l'ordre chronologique des sourates du Coran. Néanmoins selon une chronologie musulmane attribuée à Ǧaʿfar al-Ṣādiq (VIIIe siècle) et largement diffusée en 1924 sous l’autorité d’al-Azhar,, cette sourate occupe la 14e place. Elle aurait été proclamée pendant la période mecquoise, c'est-à-dire schématiquement durant la première partie de l'histoire de Mahomet avant de quitter La Mecque. Contestée dès le XIXe par des recherches universitaires, cette chronologie a été revue par Nöldeke,, pour qui cette sourate est la 30e.
Les sourates de la fin du Coran sont généralement considérées comme appartenant aux plus anciennes. Elles se caractérisent par des particularités propres. Elles sont brèves, semblent issues de proclamations oraculaires (ce qui ne signifie pas, pour autant, qu’elles en sont des enregistrements), elles contiennent de nombreux hapax...
Pour Nöldeke et Schwally, la quasi-totalité des sourates 69 à 114 sont de la première période mecquoise. Neuwirth les classe en quatre groupes supposés être chronologiques. Bien que reconnaissant leur ancienneté, certains auteurs refusent de les qualifier de « mecquoise », car cela présuppose un contexte et une version de la genèse du corpus coranique qui n’est pas tranchée. Cette approche est spéculative.
En effet, ces textes ne sont pas une simple transcription sténographique de proclamation mais sont des textes écrits, souvent opaques, possédant des strates de composition et des réécritures Cela n’empêche pas ces sourates de fournir des éléments contextuels (comme l’attente d’une Fin des Temps imminente chez les partisans de Mahomet). Ces textes sont marqués par une forme de piété tributaire du christianisme oriental. 
Certains exégètes musulmans ont considéré cette sourate comme étant « récente », voyant une référence à la bataille de Badr. Blachère refuse cette datation. Pour Bell, seuls les versets 1 à 6 (avec peut-être les 7-8) formaient la sourate originelle. La suite serait un ajout postérieur. 

## Interprétations

### Versets 1-5: Serment
Cette première section est composée de serments, dans une forme déjà présente dans d’autres sourates. Ce passage est obscur et a été considéré de « cryptique » par El-Badawi. Ce passage contient plusieurs hapax, comme le terme qui a donné son nom à la sourate. Cette expression traduite par « celles qui galopent » a été interprété par l’exégèse musulmane soit comme une référence aux juments de Mahomet lors de la bataille de Badr, soit comme une allusion au galop des chamelles. Cette dernière interprétation pourrait être une référence au pèlerinage à La Mecque. Récemment, une nouvelle traduction a été proposée par Younes, sur la base d’une hypothèse de lecture étonnée du rasm : « Et celles qui sortent au (petit) matin ». El-Badawi, quant à lui, y voit une référence aux armées célestes, via un équivalent syriaque. Les versets suivant font aussi l’objet de discussions.
Le cinquième verset est ambigu, même pour les exégètes musulmans qui ont hésité sur l’identité de l’antécédent du pronom suffixe. La plupart des traducteurs ont donné un sens concret à ce verset en se basant sur la tradition musulmane. D’autres auteurs ont proposé des interprétations. Grimme, Rodinson et El-Badawi  y voient une allusion à des êtres célestes. Pour Younes, le texte originel pourrait être une hymne chrétienne.
Néanmoins, toutes ces interprétations, traditionnelles ou islamologiques, sont fragilisées par l’obscurité de ce passage. Pour Neuenkirchen, les hypothèses de Grimme, Rodinson et El-Badawi sont les plus convaincantes. Il propose que ce passage pourrait reposer sur un extrait du Livre de Jérémie mais aussi peut-être sur une hymne zoroastrienne.

Texte de la sourate (Coran datant de 1874)
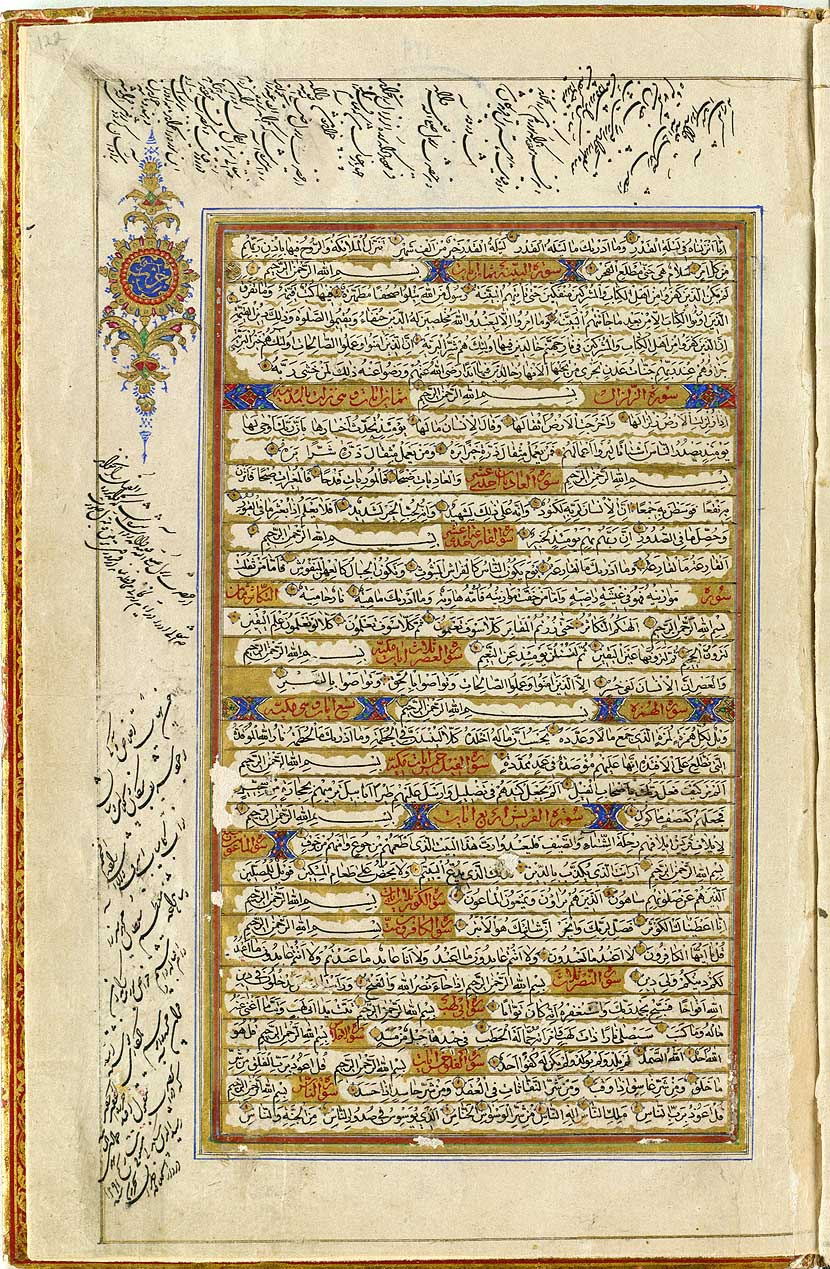